# ステッペンウルフ (DCコミックス)
ステッペンウルフ（英: Steppenwolf）は、DCコミックスの出版するアメリカン・コミックスに登場する架空のスーパーヴィラン。ジャック・カービーによって創造され、1972年の"New Gods #7"で初登場した。アポコリプスの支配者ダークサイドの叔父。

## 人物
ステッペンウルフはアポコリプスの女王ヘグラの弟であり、前支配者ユガ・カーンと女王ヘグラが統治していた時代からのアポコリプス軍の指揮官である。ダークサイド・エリートでの役割は戦闘斥候で、パラデーモンの軍隊を率いて真っ先に敵地へ赴く。
アポコリプスと敵対するニュージェネシスのハイファーザーの妻アビアを殺害している。これをきっかけにニュージェネシスとアポコリプスは全面戦争となり、ステッペンウルフは死亡するがダークサイドによって蘇生される。
ダークサイドと共にアポコリプスの兵器開発を行っている惑星Bylan 5を訪れた際、漂着したドゥームズデイと遭遇する。この時はドゥームズデイが周囲を破壊し兵器用の毒ガスが蔓延したため、ステッペンウルフは交戦することなく撤退している。
並行世界の「アース2」では、ジャスティス・ソサエティ・オブ・アメリカが誕生する以前に地球へ侵攻しスーパーマン、バットマン、ワンダーウーマンと交戦している。ステッペンウルフはパラデーモンを率いて戦力差で圧倒しワンダーウーマンを殺害する。スーパーマンはパラデーモンの大軍との戦いに全生命力を費やし死亡、バットマンはステッペンウルフの要塞へ潜入し自らを犠牲にして破壊するが、ステッペンウルフはブームチューブを使ってアポコリプスへ帰還する。数年後、ステッペンウルフは地球へ潜伏してマロフ王と共にアポコリプスのテクノロジーを使った軍隊を編成する。その後はマロフ王を裏切り、娘のフューリーと共に王国を統治すると再び侵略を再開するが、ステッペンウルフもまた部下のブルタール（Brutaal）に裏切られ死亡する。

## その他のメディア

### 映画
ジャスティス・リーグ (映画) (2017年)
演 - キアラン・ハインズ、日本語吹替 - 壤晴彦
ジャスティス・リーグ:ザック・スナイダーカット（2021年）
演 - キアラン・ハインズ、日本語吹替 - 壤晴彦

### アニメ
スーパーマン (1996年-2000年)
声 - シャーマン・ハワード
ジャスティス・リーグ (2000年-2006年)
声 - コーリー・バートン
バットマン:ブレイブ&ボールド (2008年-2011年)
声 - ケビン・マイケル・リチャードソン
ジャスティス・リーグ・アクション (2016年-2018年)
声 - ピーター・ジェソップ

### ゲーム
レゴ®DCスーパーヴィランズ
声 - ピーター・ジェソップ